# Carlo Andrea Pelagallo
Carlo Andrea Pelagallo (Roma, 30 de março de 1747 - Osimo, 6 de setembro de 1822) foi um cardeal italiano.

## Biografia
Nasceu em Roma em 30 de março de 1747. Filho de Nicola Pelagallo, que pertencia a uma eminente família Fermo posteriormente atribuída ao patriciado local. O nome da mãe não é conhecido. A família mudou-se para Roma seguindo o tio paterno de Carlo, Giovanni Pelagallo, um prelado erudito e amigo do Papa Bento XIV.
Estudou no Collegio Romano , Roma; e na Universidade La Sapienza , em Roma, onde obteve o doutorado in utroque iure , direito canônico e civil, em 28 de abril de 1773). Recebeu as ordens menores em 5 de novembro de 1809; o subdiaconado em 12 de novembro de 1809; e o diaconato em 19 de novembro de 1809.
Tal como o seu tio e outros familiares que o precederam, foi pessoalmente inscrito no patriciado de Fermo, em 1770, enquanto o seu irmão, Guido Stefano, em 1774 conseguiu que a dignidade conferida aos seus familiares se estendesse à sua pessoa e seus próprios descendentes em perpetuidade. Referendário do Tribunal da Assinatura Apostólica, outubro de 1773. Relator da SC do Bom Governo, maio de 1776. Comissário apostólico para o estabelecimento da fronteira entre o Estado Pontifício e a Toscana, 1776-1778. Segundo assessor do tribunal do governo romano, fevereiro de 1785.
Ordenado em 3 de dezembro de 1809. Auditor do governo de Roma. Referendário do Tribunal da Assinatura Apostólica. Auditor Geral da Câmara Apostólica.
Eleito bispo de Osimo e Cingoli, em 18 de dezembro de 1815. Consagrado, domingo, 18 de fevereiro de 1816, igreja de S. Maria Maddalena, Roma, pelo cardeal Antonio Dugnani (desconhecem-se os co-sagrantes).
Criado cardeal sacerdote no consistório de 8 de março de 1816; recebeu o chapéu vermelho em 11 de março de 1816; e o título de Ss. Nereo ed Achilleo, 29 de abril de 1816.
Morreu em Osimo em  6 de setembro de 1822. Exposto e enterrado na catedral de Osimo.